# 毛秉鐸
毛秉鐸（15世紀—16世紀），字道鳴，號梅塘，福建福州府福清縣六一都人，明朝政治人物。

## 生平
毛秉鐸是嘉靖四年（1525年）舉人，五年（1526年）聯捷進士，獲授戶部主事，陞員外郎、郎中，外轉永平知府、紹興知府，嘉靖十九年（1540年）再陞為四川按察司雅州道副使，治績名聲遠播，加俸三品致仕回鄉，鄉人都感懷其德。

## 引用
1. 1 2  民國《福清縣志·卷六·人物類》：毛秉鐸，字道鳴，號梅塘，六一都人，嘉靖丙戌進士，授北民部主事，歷員外、郎中、紹興知府、四川按察司副使，治聲籍甚，加俸三品致政歸田，居鄉人懷其德。
2. ↑  民國《福清縣志·卷五·選舉類》：進士……明……嘉靖五年 丙戌 龔用卿榜 毛秉鐸 道鳴，副使見循良傳……鄉舉……明……嘉靖四年 乙酉 林東海榜　毛秉鐸 丙戌進士
3. ↑  嘉慶《邛州直隸州志·卷二十四·職官志》：明副使……毛秉鐸 字道鳴，福清進士，嘉靖十九年任
4. ↑  光緒《雅州府志·卷八·秩官》：雅州府分巡道……毛秉鐸 福清進士